# Port-la-Forêt

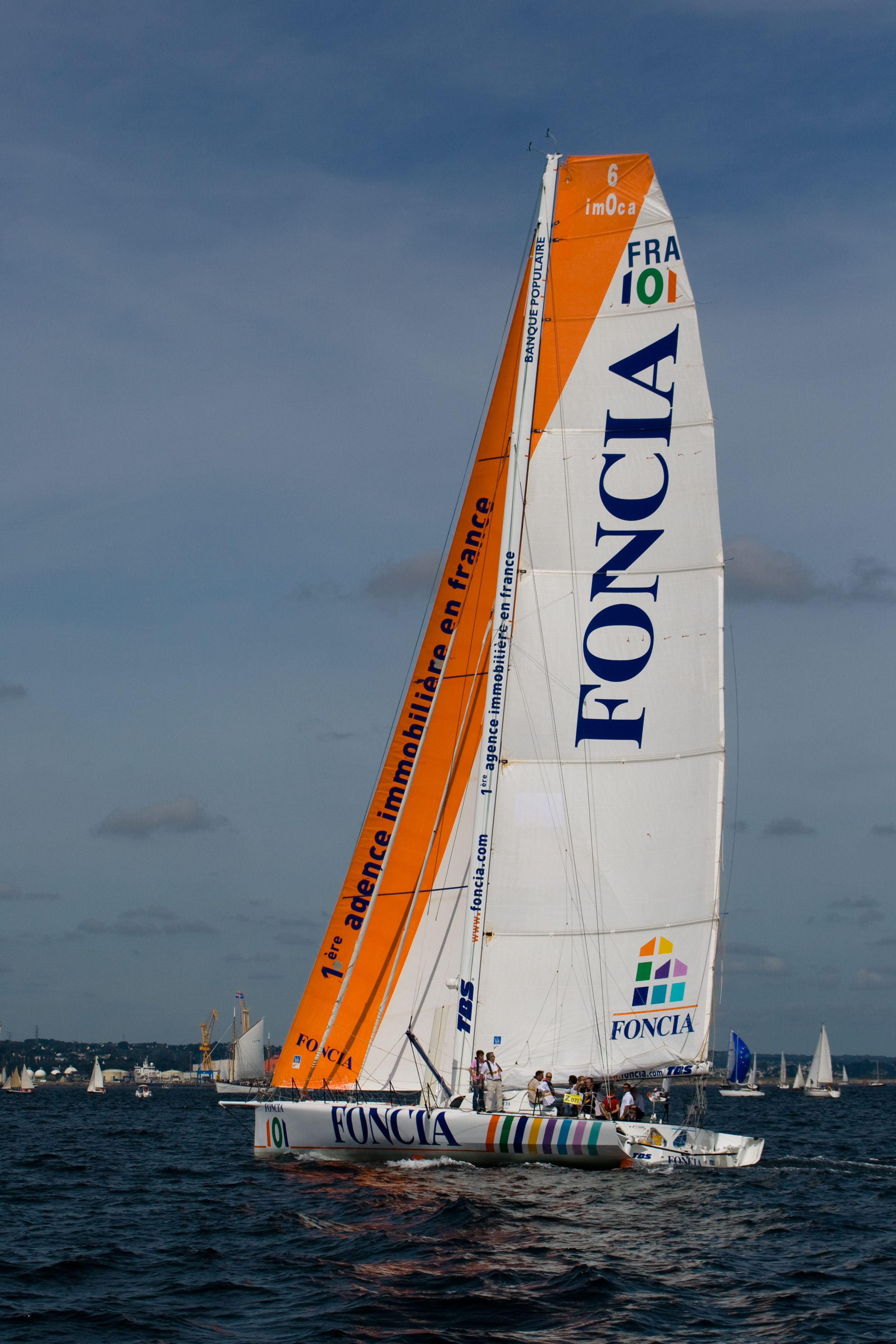
Monocoque Foncia construit à Port-la-Forêt

Port-la-Forêt (breton : Porzh ar Forest) est le port de plaisance de La Forêt-Fouesnant (département du Finistère en Bretagne), abrité par la pointe du Cap Coz, au fond de la Baie de La Forêt, c'est le 2e port de plaisance du Finistère. Depuis ce port, on peut atteindre l'archipel des Glénan.

## Historique

### La création du port

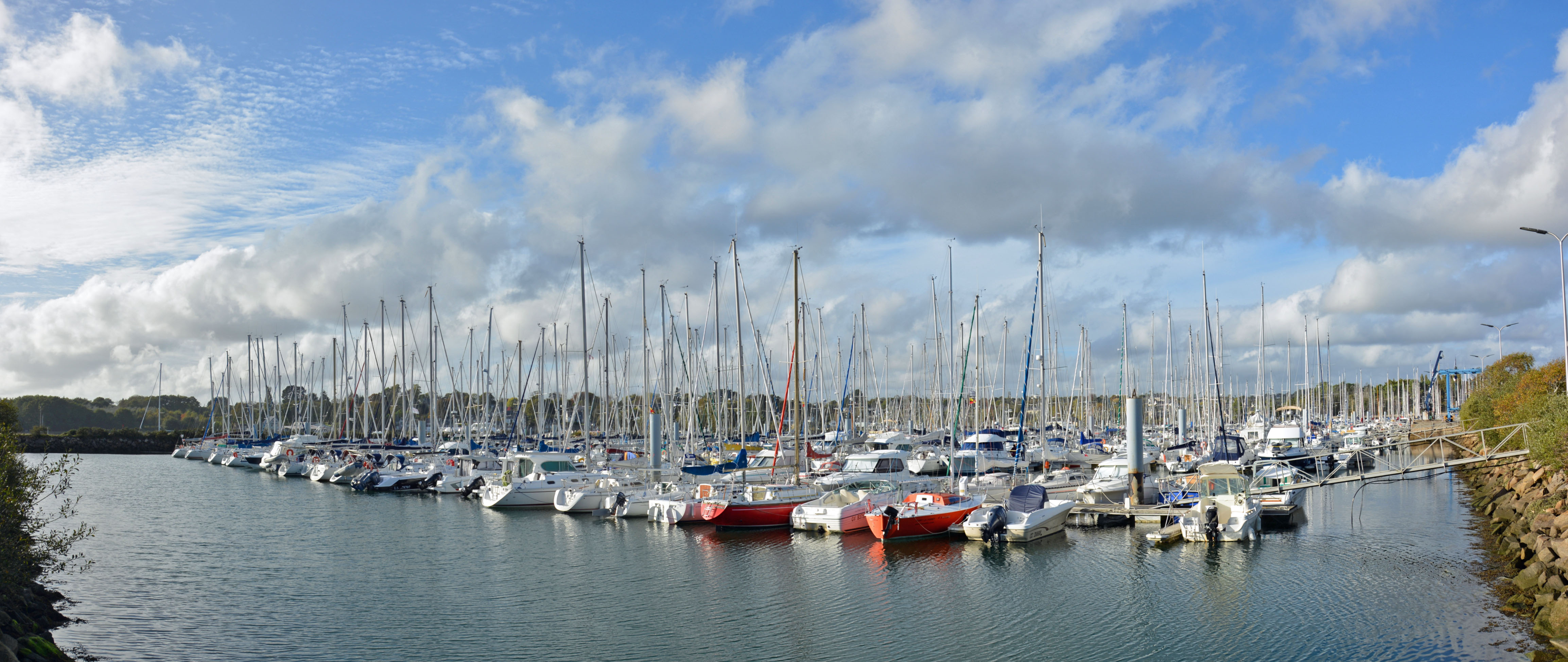
Port de plaisance

En 1956, c'est une grève sauvage au bord d'une anse proche de La Forêt-Fouesnant, juste peuplée de parcs à huitres ou d'anciens parcs à moules. L'ancien cofondateur et directeur de l'École de voile des Glénans, Henri Desjoyeaux, repère ce site et décide de s'y installer. Avec sa femme, il achète le terrain et y installe le premier chantier de gardiennage de bateaux de plaisance. Outre l'hivernage sous hangar, il étend l'activité à la réparation, l'entretien, la peinture et les vernis.
Le développement de cette activité accueille des voiliers de Port-Manech à Loctudy ; aussi au milieu des années 1960, le schéma d'aménagement du territoire initié par la DATAR préconise la création d'un port de plaisance. Henri Le Rest (Maire de La Forêt-Fouesnant), assisté du fondateur de l’Ecole des Glénan, Henri Desjoyeaux, des architectes Jean Le Berre et Jean Le Couteur initiera le projet, avec le soutien d'Olivier Guichard : deux volets sont prévus, creusement d'un port en eau profonde, pour combler les marais en fond de l'anse du Gouerou à l'est, le financement s'équilibrant par la construction de villas sur les remblais, en particulier une "ville close" sur l'îlot Skoen établi au centre de l'anse. 
Les travaux de dragage commenceront en 1970, pour creuser le bassin du port, et réaliser les enrochements ; par contre, l'opposition de résidents, au nom de la protection des sites, bloque l'édification des logements prévus ; les terrains en retrait des enrochements resteront longtemps en friche...
Inauguré en 1972, le port compte alors 600 mouillages. Les pontons initiaux sont arrachés par la tempête de 1987 ; de nouvelles rangées de pontons sont alors ré-implantées sur pieux, dans un autre alignement…
Port-la-Forêt se développe -une deuxième tranche de pontons est établie à l'occasion d'un agrandissement..- avec l'implantation d'une ligne de pontons lourds à l'extérieur pour les pêcheurs locaux et les vedettes de passagers à destination des Glénan- et enfin, pour accompagner le développement du Pôle de Course au large, une dernière extension pour créer un bassin profond capable d'accueillir les 60 pieds IMOCA du Vendée Globe.  Port-La-Forêt  devient la première marina en eau profonde de la région,,.

### Les travaux d'aménagement depuis 2020
En 2020, Port-la-Forêt dispose de plus de 1 200 places, dont 1130 sur des pontons refaits à neuf. Le temps d'attente pour obtenir une place pour un plaisancier est de 10 ans. Le Marina Park est un port à sec disposant de 120 places sur rocks métalliques ; en 2024 850 à 900 bateaux sont en attente d'une place.
En 2021 des travaux d'extension de l'aire de carénage et de stockage sont réalisés afin de porter la surface de carénage à 3 ha et la capacité de stockage à environ 100 bateaux.
En 2024 la Sodise (Société d'économie mixte qui gère le port de plaisance) investit dans de nouveaux bâtiments afin d'accueillir deux équipes de course au large d'ici 2026, qui s'engageront dans le Vendée Globe 2028, ainsi que renforcer la capacité d'accueil des Imoca et des Figaro et prévoit de reconfigurer le port pour gagner des places de stationnement ; un projet de désenvasement avec l'objectif de gagner 2 m de cote marine est aussi à l'étude.

## Centre d'entraînement national
Surnommé dans le milieu de la voile « la vallée des fous », c'est un très important centre d'entraînement pour la course au large : c'est en particulier le port d'attache des navigateurs Michel Desjoyeaux et Jean Le Cam, ainsi que de plusieurs Formules 60 et 60 pieds IMOCA, grâce aux infrastructures développées avec le centre d'entraînement national pour la course au large, autour du port de plaisance (construit depuis 1972) et du chantier spécialisé CDK Technologies créé par Hubert Desjoyeaux et Jean Le Cam avec d'autres associés. Créé en 1990 par Christian le Pape, il est dirigé actuellement par Jeanne Grégoire depuis 2021,.
Avant le Vendée Globe 2008-2009, 11 coureurs (sur les 30 engagés) se sont entraînés à Port-La-Forêt. Les 5 premières places de la course autour du monde sont revenues à des navigateurs du pôle forestois :
- Michel Desjoyeaux
- Armel Le Cléac’h
- Marc Guillemot
- Vincent Riou
- Samantha Davies

Depuis sa création jusqu'à fin 2023, 191 skippers se sont entraînés au pôle de Port-la-Forêt.

## Annexe